# Al Quraishyah (huyện)
Huyện Al Quraishyah là một huyện thuộc tỉnh Al Bayda', Yemen. Đến thời điểm năm 2003, huyện này có dân số 29525 người